# Nikita Morgunov
Nikita Leonidovič Morgunov (in russo Никита Леонидович Моргунов?; Novokuzneck, 29 giugno 1975) è un ex cestista russo.
Alto 211 cm per 118 kg di peso, ricopriva il ruolo di ala grande o centro.

## Carriera
Nella sua carriera ha vestito le divise di CSKA Mosca, Aisčiai-Atletas (in Lituania), Avtodor Saratov, Dinamo Mosca, Makedonikos (in Grecia) e Zenit S. Pietroburgo.
Con la maglia della Nazionale russa ha preso parte al campionato d'Europa nel 2001, nel 2005 e nel 2007, vincendo quest'ultima edizione. Ha partecipato inoltre al campionato del mondo nel 1998 e nel 2002, e ai Giochi olimpici nel 2000 e nel 2008.

## Palmarès
- Campionato russo: 4

CSKA Mosca: 1993-1994, 1994-1995, 1995-1996, 1996-1997
- Coppa di Russia: 1

Chimki: 2007-2008